# Libro de las Puertas

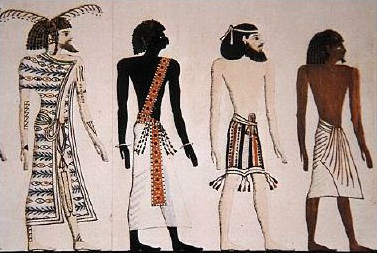
Las cuatro razas (de izquierda a derecha): libios, nubios, sirios (o semitas) y egipcios. Tumba de Seti I.

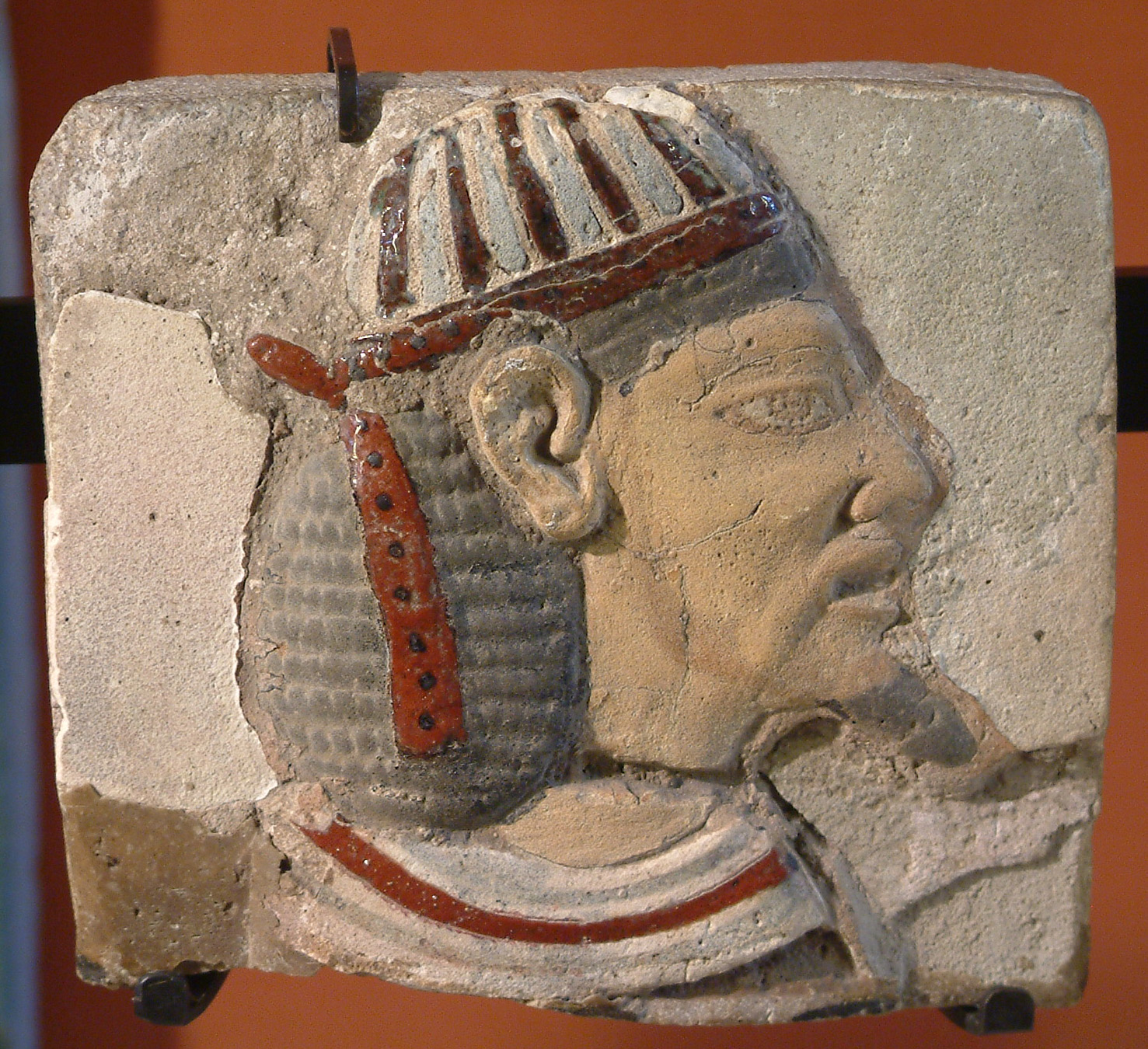
Asiático: palacio de Ramsés III. Louvre

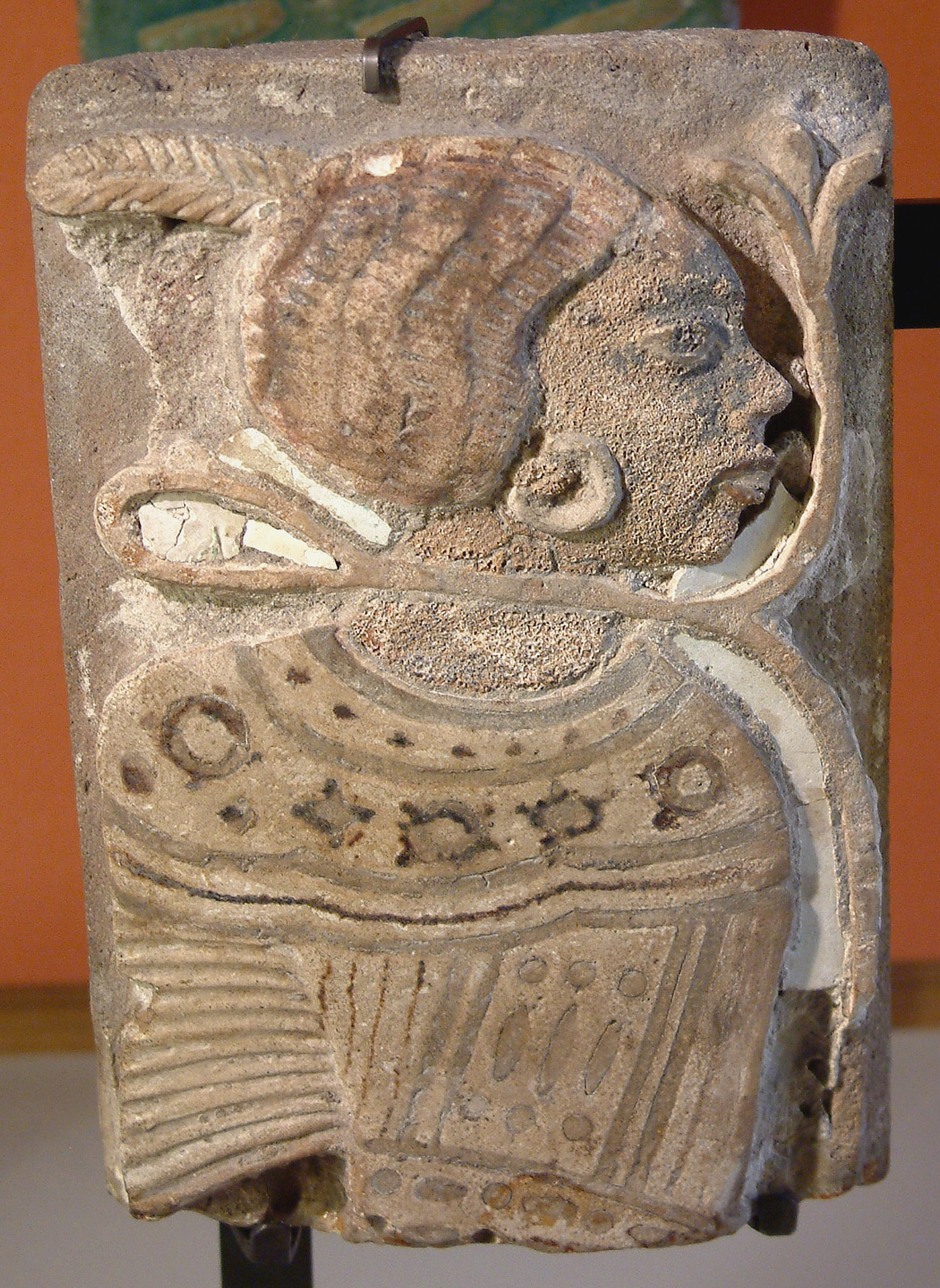
Nubio: palacio de Ramsés III. Louvre

El Libro de las Puertas es un texto sagrado del antiguo Egipto datado en la época del Imperio Nuevo. Narra el viaje del espíritu de un difunto en el otro mundo, y está relacionado con la marcha del Sol, aunque transcurre durante las horas nocturnas, en la Duat. El espíritu requiere pasar una serie de "puertas" en diferentes etapas del viaje. Cada puerta se asocia a una diosa diferente, y requiere que el difunto reconozca el carácter específico de cada deidad. El texto da a entender que algunas personas pasarán incólumes, mientras que otras sufrirán tormento en un lago de fuego.
La parte más célebre del Libro de las Puertas se refiere a las diferentes razas de la humanidad conocidas por los egipcios; dividiéndolas en cuatro categorías que son normalmente expuestas como "egipcios", "asiáticos", "libios" y "nubios". Se les representa en procesión, entrando en el otro mundo.
El texto y las imágenes asociadas con el Libro de las Puertas aparecen en muchas tumbas del Imperio Nuevo, inclusive en todas las tumbas de los faraones desde Horemheb a Ramsés VII. También se muestran en la tumba de Senneyam, un trabajador del poblado de Deir el-Medina, la antigua localidad de artesanos y artistas que construyeron las tumbas de los faraones del Imperio Nuevo.
Cada diosa del Libro de las Puertas tiene un título diferente, y portan vestidos de color distinto, pero son idénticas en todo lo demás y además llevan estrellas sobre sus cabezas. La mayor parte de las diosas son específicas del Libro de las Puertas, y no aparecen en otros textos de la mitología egipcia, así que se ha sugerido que el relato se originó simplemente como un sistema para determinar el ciclo nocturno, con una diosa en cada puerta, siendo estas una alegoría de la principal estrella que surge en cada hora.